# Szklary Grodkowskie
Szklary Grodkowskie – nieistniejący już przystanek kolejowy na zlikwidowanej linii kolejowej nr 313 Otmuchów – Przeworno, w miejscowości Szklary, w województwie opolskim, w powiecie nyskim, w gminie Kamiennik, w Polsce.
| Szklary Grodkowskie                           |  |                              |
| Linia nr 313 Otmuchów – Przeworno (19,917 km) |  |                              |
| Cieszanowiceodległość: 1,859 km               |  | Jagielno odległość: 4,321 km |